# بخش نووسپاسکی
بخش نووسپاسکی (به لاتین: Novospassky District) یک منطقهٔ مسکونی در روسیه است که در استان اولیانوفسک واقع شده‌است.